# Rana Eid
Rana Eid (geboren 1976 in Beirut) ist eine libanesische Sounddesignerin und Filmemacherin.

## Leben
Rana Eid wuchs in Beirut auf. Sie studierte Kino- und Filmstudien und schloss 1999 den Masterstudiengang im Fach Filmton an, den sie 2002 an der Université Saint Joseph in Beirut mit dem Master of Arts abschloss. Seit 2003 arbeitet sie als Sounddesignerin. Daneben unterrichtet sie Filmton an der Université Saint Esprit de Kaslik.
2006 gründete sie zusammen mit dem Komponisten Nadim Mishlawi die DB Tonstudios in Beirut, die sich mit der Audio Post-Produktion von Filmen befassen. Der Schwerpunkt ihrer Tätigkeit als Sounddesignerin liegt auf Filmen aus der MENA-Region, doch auch internationale Produktionen zählen in jüngerer Zeit zu ihrem Portfolio, so etwa der 2025 im Rahmen der 75. Internationalen Filmfestspiele Berlin uraufgeführte Spielfilm Hot Milk von Rebecca Lenkiewicz und das Musical The Wave von Sebastián Lelio, das im Jahr 2025 seine Premiere haben soll.
Seit 2020 ist Rana Eid Mitglied der Academy of Motion Picture Arts and Sciences und der Motion Picture Sound Editors. Im Jahr 2022 war sie Teil der Jury für den Berlinale Dokumentarfilmpreis.

## Werk
Im Jahr 2017 veröffentlichte Rana Eid als Regisseurin mit Panoptic ihren ersten Dokumentarfilm, für den sie auch das experimentelle Sounddesign gestaltete. Zur Entstehung des Films gab sie an, dass die Collage der Klänge der Bildmontage vorausgegangen sei, woraus sich eine rhythmische Bildkomposition ergibt. Das dokumentarische Essay hatte seine Uraufführung beim Locarno Filmfestival. Die Zeitschrift Variety verortete den Film im Genre der „Stadtsymphonie“ und bezeichnete ihn als „eine komplexe und poetische Erkundung in Beiruts Untergrund“. Auch bei dem im Jahr 2020 als Bester Dokumentarfilm für den Oscar nominierten Film Eine Klinik im Untergrund – The Cave in der Regie von Feras Fayyad, der während des Krieges in Syrien gedreht wurde, hat die Tongestaltung eine emotionale Wirkung, die weit über die rein dokumentarische Aufnahme der Filmgeräusche hinausgehen. Dies betrifft insbesondere die Geräusche des Krieges, die die Arbeit der Klinikmitarbeitenden im Alltag begleiten und von der Oberfläche in den unterirdischen Klinikbau dringen. Rana Eid war als Sound Effects Editor am Film beteiligt.
Der Krieg und die Geräusche des Krieges spielen in der Biografie der Beiruterin eine prägende Rolle. Sie erlebte als Sechsjährige während des Libanesischen Bürgerkriegs die israelischen Luftangriffe des Jahres 1982, was sie nach eigenen Aussagen auch für ihre spätere Arbeit als Sounddesignerin beeinflusste. Sie habe in dieser Zeit mit einem Kassettenrekorder die Alltagsgespräche und -geräusche ihres alltäglichen Familienlebens aufgenommen und immer wieder abgespielt, um sich selbst zu vergewissern, dass sie und ihre Familie noch lebten. Als im Jahr 2024 im Zuge des Gaza-Israel-Konflikts erneut Luftangriffe Israels auf Beirut erfolgten, habe sie ihrem zu diesem Zeitpunkt vierzehnjährigen Sohn vorgeschlagen, die Kriegsgeräusche gemeinsam aufzunehmen, um die Erlebnisse gemeinsam mit ihm psychologisch verarbeiten zu können. 
Für ihre Arbeit am Horrorfilm Evil Dead Rise (2023) in der Regie von Lee Cronin, dem fünften Sequel der Tanz-der-Teufel-Reihe, lobte das US-Branchenmagazin IndieWire Rana Eids Arbeit: „Allein das Sounddesign rechtfertigt es, diesen Film im Kino anzusehen, um die volle Wirkung zu erleben. Die knirschenden und krachenden Geräusche, gepaart mit der beeindruckenden Kontorsionsarbeit, sprechen für die physisch anspruchsvolle Natur des Films und das Talent seiner Darstellerinnen.“

## Filmografie (Auswahl)

### Regie
- 2017: Panoptic

### Sound und Sounddesign
- 2007: Sous les bombes, Regie: Philippe Aractingi
- 2010: Yanoosak, Regie: Elie Khalifé, Alexandre Monnier
- 2011: Rue Huvelin, Regie: Mounir Maasri
- 2014: La Vallée, Regie: Ghassan Salhab
- 2016: Nuts – Once Upon a Time in the Middle East, Regie: Henri Bargès
- 2017: Ismai, Regie: Philippe Aractingi
- 2017: Der Affront, Regie: Ziad Doueiri
- 2017: One of These Days in Beirut, Regie: Nadim Tabet
- 2017: Listen, Regie: Philippe Aractingi
- 2018: Morine, Regie: Tony Farjallah
- 2018: War Travelers, Regie: Joud Said
- 2019: Mit 20 wirst du sterben, Regie: Amjad Abu Alala
- 2019: 1982, Regie: Oualid Mouaness
- 2019: All this Victory, Regie: Ahmad Ghossein
- 2019: Eine Klinik im Untergrund – The Cave, Regie: Feras Fayyad
- 2019: Land des Honigs, Regie: Ljubomir Stefanov, Tamara Kotevska
- 2020: The Insomnia of a Serial Dreamer, Regie: Mohamad Soueid
- 2021: Memory Box, Regie: Joana Hadjithomas und Khalil Joreige
- 2022: Mariupolis 2, Regie: Mantas Kvedaravičius
- 2023: Al Murhaqoon, Regie: Amr Gamal
- 2023: Goodbye Julia, Regie: Mohamed Kordofani
- 2023: Evil Dead Rise, Regie: Lee Cronin
- 2025: Hot Milk, Regie: Rebecca Lenkiewicz